# Би, Бернард
Бернард Эллиот Би Младший (Barnard Elliott Bee Jr.) (8 февраля 1824 — 22 июля 1861) — американский военный, офицер армии США и генерал армии Конфедерации в годы американской гражданской войны. Был смертельно ранен в первом сражении при Бул-Ране, став одним из первых генералов, погибших в ту войну. Считается, что именно генерал Би невольно присвоил генералу Томасу Джексону прозвище «Каменная стена».

## Ранние годы
Би родился в Чарлстоне, Южная Каролина, в семье Бернарда Эллиота Би Старшего и Энн Врагг Фейссо. Его родители принадлежали к известным чарльстонским семьям английского происхождения. В 1833 году семье переселилась в Пендлтон, и Би поступил в пендлтонскую академию. В 1836 году его родители переехали в Техас, а Би остался в Пендлтоне, продолжая обучение. В 1841 году он поступил в военную академию Вест-Пойнт и окончил её в 1845, 33-м в выпуске. Он был определён в 3-й пехотный полк во временном звании второго лейтенанта. В ходу обучения он получал много взысканий, например, за жевание табака на посту. В 1846 году Би был направлен в Мексику, где принял участие в сражениях при Пало-Альто и при Ресака-де-ла-Пальма. 21 сентября 1846 года получил постоянное звание второго лейтенанта. 3-й пехотный числился в дивизии Дэвида Твиггса, и когда генерал Скотт начал свою Мексиканскую кампанию, дивизия была включена в армию Скотта и направлена в центральную Мексику.
В марте 1847 года 3-й пехотный числился в бригаде Беннета Райли и Би участвовал в осаде Веракруса, в апреле — в сражении при Серро-Гордо, где был ранен во время атаки 3-го пехотного на высоту Эль-Телеграфо. 18 апреля 1847 года он получил временное звание первого лейтенанта за Серро-Гордо. В августе он участвовал в сражении при Контрерас, при Чурубуско, а в сентябре — в штурме Чапультепека и сражении за Мехико. За Чапультепек Би получил временное звание капитана. В последующие годы Би служил в Миссури и Техасе при различных фортах, 5 марта 1851 года получил постоянное звание первого лейтенанта, а 3 марта 1855 года — постоянное звание капитана. В 1857—1858 годах участвовал в Ютской войне. С 1860 по 1861 служил в форте Ларами в Дакоте.

## Гражданская война
Когда началась война, Би столкнулся с характерной для того времени дилеммой — остаться ли верным Союзу или сражаться за свой родной штат. После мучительных колебаний он выбрал второе. 3 марта 1861 года Би уволился из армии США, вернулся в Чарлстон и был избран подполковником 1-го южнокаролинского полка.
17 июня 1861 года Би стал бригадным генералом. Его назначили командиром Третьей бригады Армии Шенандоа, которая в то время состояла из пяти полков:
- 4-й Алабамский пехотный полк, полковник Джонс
- 2-й Миссисипский пехотный полк, полковник Фалкнер
- 11-й Миссисипский пехотный  полк, полковник Мур
- 1-й Теннессийский пехотный полк, полковник Терней
- 6-й северокаролинский полк, полковник Фишер[2]

Перед сражением при Булл-Ран армия Шенандоа была переброшена к Манассасу на усиление армии Борегара. При этом 11-й миссисипский и 1-й теннессийский из-за технических проблем застряли на станции Пьедмонт и в сражении участия не приняли. Бригада Би была направлена на левый фланг армии, где Би развернул её на холме Генри под прикрытием батареи Имбодена. В это время бригада генерала Эванса попала в тяжёлое положение на холме Мэтьюз, и Эванс стал искать подкрепления. Найдя Би, Эванс попросил его идти к холму Мэтьюз, на что Би предложил ему отступить к холму Генри, который он считал более выгодной позицией. Однако, Эвансу удалось убедить его отправить бригаду на холм Мэтьюз.
Би обратился к 4-му Алабамскому со словами «Вперед, Алабамцы!», и лично повел полк на холм Мэтьюз, но вскоре понял, что одного полка недостаточно и послал запрос генералу Бэртоу и своим остальным полкам, чтобы они присоединялись к нему. После их прибытия общая численность конфедератов на холме Мэтьюз достигла 2 800 человек.
В 11:30 положение трёх бригад стало безнадёжным и тогда генералы, решив, что выиграли для командования достаточно времени, отдали приказ отступать с холма. Теряя порядок по ходу отступления, бригады отошли к холму Генри, где Би обнаружил бригаду Томаса Джексона. После этого Би обратился к своей бригаде со словами, которые известны нам в нескольких вариантах.
1) Чарльстонская газета «Mercury»:
Там Джексон, стоит как каменная стена. Давайте умрем здесь, и тогда мы победим. Следуйте за мной! (There is Jackson standing like a stone wall. Let us determine to die here, and we will conquer. Follow me.)
2) Лондонская «Times»:
Посмотрите на людей Джексона, они стоят там как каменная стена!

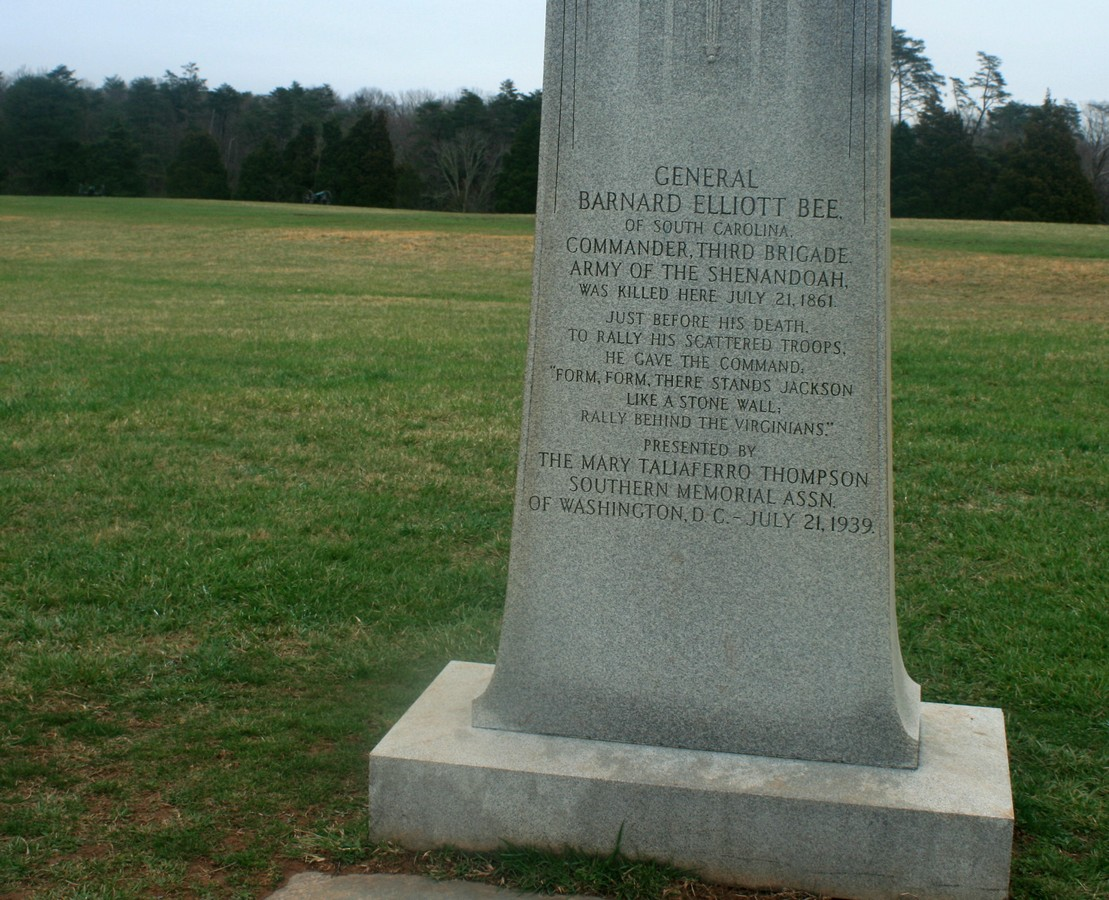
Монумент на месте гибели генерала Би

После этого случая Джексон получил прозвище «Каменная стена».
Приведя в порядок свою бригаду на холме Генри, Би принял участие в бою на холме. Во время второй контратаки он получил смертельное ранение осколком разорвавшегося рядом с ним снаряда северян, и был вывезен с поля боя. Президент Конфедерации Джеферсон Дэвис впоследствии писал: «Направляясь к фронту, я встретил санитарную повозку, везущую генерала Бернарда Би с поля, где он был смертельно ранен  вскоре после того, как его патриотизм был наглядно продемонстрирован проявлениями способностей, таланта и силы духа».
Его бригадой впоследствии командовали Уильям Уайтинг (одноклассник Би по Вест-Пойнту) и Эвандер Лоу.
Генри Хет впоследствии писал: «Если бы Би выжил, он наверняка прославился бы и дослужился до высоких званий в армии».